# 麥特·威特斯
馬修·理查·威特斯（英語：Matthew Richard Wieters，1986年5月21日—）出生於南卡羅來納州的伯克利，為前美國職棒大聯盟的捕手。他是金鶯在2007年大聯盟選秀會中第1輪第5名所選中的球員。威特斯是喬治亞理工學院大學棒球的球員，他的經紀人是史考特·波拉斯 。威特斯身高6尺5吋，被認為是具有長打能力的捕手，他常被拿來跟傑森·瓦瑞泰克和荷黑·波沙達作比較。

## 早年
威特斯是為多才多藝的選手，在大學時期他贏的了許多的榮譽。威特斯是個左右開弓的捕手，在球場上他具有長打能力，並且善於選球。在高中3年時期，他的成績繳出了54支二壘安打，並且還有16次的救援成功。在大學他繳出了198分打點、35發全壘打和0.359打擊率的成績。

## 職業生涯

### 小聯盟時期
威特斯在2007年大聯盟選秀會中，於第1輪第5名被巴爾的摩金鶯選中，雙方在8月15日以六百萬美金完成簽約。該年冬天他參加了夏威夷冬季聯盟（Honolulu Sharks），在31場比賽總計繳出了0.293打擊率、1發全壘打、17分打點、9支二壘安打、1支三壘安打和44次保送的成績。
2008年球季，威特斯獲得參加春訓，球季是在小聯盟高階1A佛列德利克鑰匙（Frederick Keys）開始。在球季中他升到2A的包威灣襪（Bowie Baysox）。總計在兩個小聯盟球隊出賽130場比賽，繳出0.355打擊率、27發全壘打和91分打點的成績，並被美國棒球雜誌獲選為小聯盟年度表現最佳球員。

### 大聯盟時期

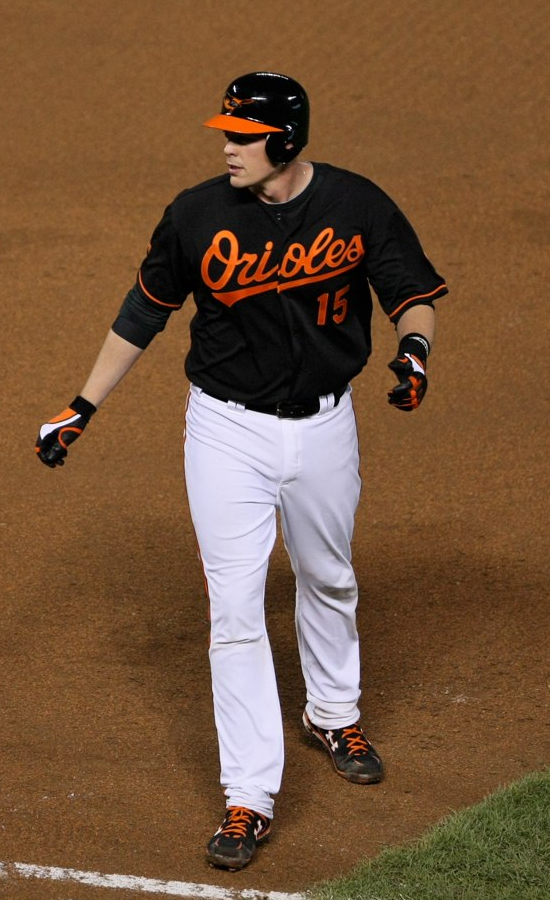
2009年5月29日，升上大聯盟的威特斯。

2009年5月29日，金鶯將威特斯叫上大聯盟，在下一場於主場對底特律老虎的比賽中，威特斯就從老虎的先發投手賈斯丁·韋蘭德的手中擊出生涯的第1支安打，是支三壘安打。6月17日對於主場紐約大都會的比賽中，從Tim Redding手中擊出生涯的第1支全壘打，這是2分全壘打。
2011年球季，威特斯優異的防守獲得了防守聖經獎和美聯捕手金手套獎 （页面存档备份，存于） 。

## 外部連結
- 球員資訊和成績在MLB，ESPN，Baseball-Reference，Fangraphs，The Baseball Cube，Baseball-Reference (Minors)（英文）
- Zrebiec, Jeff. "High praise, higher expectations for Wieters," The Baltimore Sun, Sunday, March 15, 2009.
- Robinson, Joshua. "Orioles' Top Prospect Proving a Quick Study," The New York Times, Monday, April 6, 2009. （页面存档备份，存于）
- Matt Wieters News （页面存档备份，存于）